# Martin France
Martin France (Rainham, 29 februari 1964 – aldaar, 5 september 2024) was een Britse jazzdrummer.

## Biografie
France begon in 1975 te drummen, toen hij twaalf was begeleidde hij in orgel-trio's zangers in clubs in en rond Manchester. Hij kreeg les van Geoff Riley, Kenny Clare en Richard Smith. In 1982 trok hij naar Londen waar hij met zijn groep First House in 1983 zijn eerste plaat voor het label ECM opnam. Hij toerde met verschillende bands van dit label en werd lid van de groepen van zijn vriend Django Bates, Human Chain en Loose Tubes. Hij werkte samen met musici als Iain Ballamy,  David Gilmour, John Taylor, Lee Konitz, Dave Holland, Steve Swallow, Nils Petter Molvær, Bugge Wesseltoft, Michael Gibbs, Maria Schneider, de Kölner Saxophon Mafia, Vitold Rek, Norma Winstone en Sidsel Endresen. Daarnaast speelde hij als studiomuzikant mee op soundtracks en werkte hij mee aan crossover-projecten, onder andere met de London Sinfonietta en het BBC National Orchestra of Wales. Tevens speelt hij regelmatig met de NDR-Bigband.
France speelde als 'sideman' mee op meer dan honderd albums, onder andere van Billy Jenkins, Julian Argüelles, Eddie Parker, Cleveland Watkiss, John Parricelli en Michiel Braam. Hij had een kwartet met pianist Jan Gunnar Hoff, gitarist John Parricelli en bassist Bjørn Kjellemyr. Met bassist Tim Harries, John Parricelli en toetsenist Terje Evensen richtte hij de groep Spin Marvel op, waarvan in 2005 een album verscheen.
France is professor jazzdrum/percussie aan de Royal Academy of Music.
France overleed op 5 september 2024 op 60-jarige leeftijd.